# Gabbs
Gabbs – jednostka osadnicza w stanie Nevada w hrabstwie Nye. 8 maja 2001 straciło prawa miejskie.